# مارکو برتینی
مارکو برتینی (انگلیسی: Marco Bertini؛ زادهٔ ۷ اوت ۲۰۰۲) بازیکن فوتبال اهل ایتالیا است که برای باشگاه لاتزیو بازی می‌کند.